# Ronald Herbert Candy
Ronald Herbert Candy, britanski general, * 1888, † 1972.